# مطار كسلا
مطار كسلا (إياتا:KSL، إيكاو:HSKA) هو مطار داخلي يخدم مدينة كسلا في شرق السودان.

## شركات الطيران
| شركات الطيران | الوجهات |
| ------------- | ------- |
| بدر للطيران   | الخرطوم |